# Sparganium speirocephalum
Sparganium speirocephalum là một loài thực vật có hoa trong họ Typhaceae. Loài này được Neuman miêu tả khoa học đầu tiên năm 1889.